# شارع الدير
شارع الدير
تقع منطقة الدير في الجزء الجنوب الشرقي لبلدة الظاهرية، وشارع الدير نسبة إلى المنطقة يتصل بالشارع الرئيسي لبلدة الظاهرية ويمتد حتى يلتقي بشارع خربة زنوتا المقام على أراضيها مستعمرة (شمعة) الإسرائيلية، ويسكن في شارع الدير الكثير من السكان ومن العديد من الحمائل ففي الجزء الجنوبي يسكن من عائلة البطاط وعائلة تيم وعائلة الصمد وعائلة الطل وفي الجزء الشمالي يسكنه عائلة أبو شرخ وعائلة السمامرة وعائلة الجبارين وعائلة شتات.